# Wereldomroepgebouw

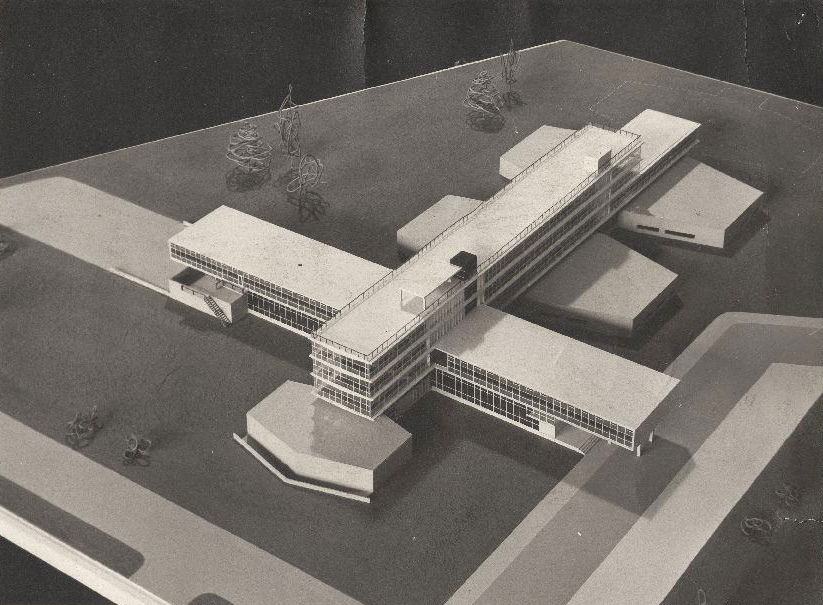
Maquette Wereldomroepgebouw

Het Wereldomroepgebouw op het Media Park in Hilversum is een Nederlands omroepgebouw uit 1961 ontworpen door Van den Broek en Bakema ter huisvesting van de toenmalige Wereldomroep.
Het is een functionalistisch gebouw met brutalistische kenmerken. In de abstracte vorm is een vliegtuig te herkennen. Het gebouw kent twee kruislingse bouwlagen, een oplossing dat Van den Broek en Bakema later ook toepasten bij onder meer de bouw van de aula van de TU Delft.
Op de plek waar de bouwlagen kruisen bevinden zich trappen, liften en toiletten. Onder het lange bouwdeel bevinden zich twee honingraatvormige deels ondergrondse gebouwen die de akoestisch gescheiden studio's huisvestten. Het interieur liet veel beton zien met op centrale plekken mozaïek, met oranje, de kleur van Radio Oranje.
Het gebouw werd op 11 oktober 1961 in gebruik genomen door de Wereldomroep. Van het oorspronkelijke ontwerp werd destijds een grote studio en een studiocomplex gerealiseerd, een tweede studiocomplex bleef achterwege. Dit leidde al snel tot ruimtegebrek en er werd besloten het gebouw uit te breiden. Dit leidde in 1989 tot de opening van een verlengde staart met eronder studioruimten, geïnspireerd op het oorspronkelijke ontwerp.
In 2012 was de Wereldomroep door bezuinigingen gedwongen het gebouw te verlaten en verhuisde in afgeslankte vorm als RNW Media naar het bijgebouw wat daarvoor dienstdeed als opleidingscentrum. Het hoofdgebouw werd in 2013 gerenoveerd en in 2014 in gebruik genomen door de AVROTROS. Vanuit de grote studio vinden vanaf 2014 de uitzendingen van EenVandaag plaats. Sinds 2016 is het gebouw een rijksmonument. In januari 2021 heeft RNW Media de twee gebouwen voor €11,2 miljoen verkocht aan een particuliere belegger, Zinc RE.